# Premio Genesis
El Premio Genesis (hebreo: פרס בראשית, inglés: Genesis Prize) fue fundado en 2012 como un premio dotado con un millón de dólares estadounidenses y se concede anualmente a personas  que han conseguido reconocimiento y excelencia en sus ámbitos. El premio fue fundado con el objetivo de inspirar y desarrollar un sentido de orgullo y pertenencia entre los jóvenes judíos sin afiliación de todo el mundo.

## Premiados
- Michael Bloomberg, 2013
- Michael Douglas, 2015
- Itzhak Perlman, 2016
- Anish Kapoor, 2017
- Natalie Portman, 2018
- Ruth Bader Ginsburg, 2018, a toda su vida
- Robert Kraft, 2019
- Natán Sharanski, 2020
- Steven Spielberg, 2021
- Jonathan Sacks, 2021, a toda su vida
- Albert Bourla, 2022
- Organizaciones judías que apoyan a Ucrania, 2023
- Organizaciones judías que apoyan a los secuestrados judíos en Gaza, 2024
- Premio X Aniversario, Barbra Streisand
- Javier Milei, 2025